# ECW Heat Wave
ECW Heat Wave fue un evento de lucha libre profesional producido por la empresa Extreme Championship Wrestling (ECW). A contar de la edición 1998, este evento fue transmitido por pago por visión.

## Resultados

### 1994
Heat Wave 1994 tuvo lugar el 16 de julio de 1994 desde el ECW Arena en Filadelfia, Pensilvania
- Axl Rotten & Ian Rotten derrotaron a Hack Myers & Rockin' Rebel
  - Rotten cubrió a Myers.
- Mikey Whipwreck derrotó a Chad Austin reteniendo el Campeonato Mundial de la Televisión
  - Austin fue descalificado
- Tommy Dreamer derrotó a Stevie Richards
  - Dreamer cubrió a Richards.
- Mr. Hughes derrotó a Tommy Dreamer
  - Hughes cubrió a Dreamer.
- Sabu & The Tazmaniac derrotaron a The Pitbulls (Pitbull #1 & Pitbull #2)
  - The Tazmaniac y Sabu ganaron por nocaut.
- The Sandman derrotó a Tommy Cairo en un Dueling Canes Match
  - Sandman cubrió a Cairo
- Shane Douglas derrotó a Sabu reteniendo el Campeonato Mundial Peso Pesado de la ECW
  - Douglas ganó por cuenta fuera.
- The Public Enemy (Rocco Rock & Johnny Grunge) derrotaron a Terry Funk & Dory Funk, Jr. en un Barbed Wire Match
  - Grunge cubrió a Terry Funk.

### 1995
Heat Wave 1995 tuvo lugar el 15 de julio de 1995 desde el ECW Arena en Filadelfia, Pensilvania
- Mikey Whipwreck derrotó a Mike Norman
  - Whipwreck cubrió a Norman.
- Tony Stetson & Don E. Allen derrotaron a Raven & Stevie Richards
  - Stetson & Allen ganaron por cuenta fuera.
- Hack Myers derrotó a Val Puccio
  - Myers cubrió a Puccio.
- The Pitbulls & Tommy Dreamer derrotaron a Raven & The Dudley Boyz (Dudley Dudley & Snot Dudley)
  - Dreamer cubrió a Raven.
- The Sandman derrotó a Axl Rotten reteniendo el Campeonato Mundial Peso Pesado de la ECW
  - Sandman cubrió a Rotten
- Dean Malenko & 2 Cold Scorpio derrotaron a Eddie Guerrero & Taz
  - Malenko forzó a Eddie a rendirse.
- Luna Vachon derrotó a Stevie Richards en una Steel Cage Match
  - Vachon ganó al escapar de la estructura.
- The Gangstas (New Jack & Mustafa Saed) derrotaron a The Public Enemy (Rocco Rock & Johnny Grunge en una Steel Cage Match
  - Gangstas ganaron escapando de la celda.

### 1996
Heat Wave 1996 tuvo lugar el 13 de julio de 1996 desde el ECW Arena en Filadelfia, Pensilvania.
- The Gangstas (New Jack & Mustafa Saed) y Samoan Gangstas Party (Fatu & Samu) terminaron sin resultado
- Mikey Whipwreck derrotó a Paul Lauria (1:32)
  - Whipwreck cubrió a Lauria
- The Eliminators (John Kronus & Perry Saturn) derrotaron a Sabu & Mikey Whipwreck reteniendo el Campeonato en Parejas de la ECW (12:02)
  - Saturn cubrió a Whipwreck.
- The Dudley Boyz (Buh Buh Ray Dudley & Big Dick Dudley) derrotaron a The Full Blooded Italians (Little Guido & JT Smith) (6:38)
  - Buh Buh cubrió a Smith después de un "3D".
- Tarzan Goto derrotó a Axl Rotten (7:02)
  - Tarzan cubrió a Rotten.
- Shane Douglas derrotó a Chris Jericho (c), 2 Cold Scorpio & Pitbull #2 en un Four Corners Match ganando el Campeonato Mundial de la Televisión (46:32)
  - Douglas cubrió a Jericho.
  - Pitbull 2 cubrió a 2 cold scorpio después de una super powerbomb
  - Douglas cubrió a Pitbull 2
- Louie Spicolli derrotó a El Puerto Ricano
  - Spicolli cubrió a El Puerto Ricano.
- Sabu derrotó a Louie Spicolli (11:36)
  - Sabu cubrió a Spicolli.
- The Sandman, Terry Gordy & Tommy Dreamer derrotaron a Raven, Brian Lee & Stevie Richards in a Steel Cage Match
  - Dreamer cubrió a Raven.

### 1997
Heat Wave 1997 tuvo lugar el 19 de julio de 1997 desde el ECW Arena en Filadelfia, Pensilvania
- Mikey Whipwreck & Spike Dudley derrotaron a PG-13 (J.C. Ice & Wolfie D) & Jason en una Handicap Match
  - Whipwreck cubrió a Ice.
- Axl Rotten derrotó a Tracey Smothers
  - Rotten cubrió a Smothers.
- John Kronus derrotó a Pablo Márquez
  - Kronus cubrió a Marquez.
- Chris Candido & Bam Bam Bigelow derrotaron a Chris Chetti & Balls Mahoney
  - Candido cubrió a Chetti.
- Taz derrotó a Lance Storm reteniendo el Campeonato Mundial de la Televisión
  - Taz ganó por nocaut.
- El Campeón Mundial Peso Pesado de la ECW Terry Funk y Shane Douglas terminaron sin resultado
  - Como consecuencia, Funk retuvo el campeonato.
- The Gangstas (New Jack & Mustafa Saed) derrotaron a The Dudley Boyz (Buh Buh Ray & D-Von Dudley) en una Steel Cage Weapons Match ganando el Campeonato en Parejas de la ECW
  - Saed cubrió a D-Von.
- Rob Van Dam, Sabu & Jerry Lawler derrotaron a Tommy Dreamer, The Sandman & Rick Rude en una Steel Cage Match
  - Van Dam cubrió a Rude.

### 1998
Heat Wave 1998 tuvo lugar el 2 de agosto de 1998 desde el Hara Arena en Dayton, Ohio.
- Dark match: The Hardcore Chair Swingin' Freaks (Balls Mahoney & Axl Rotten) derrotaron a The F.B.I. (Little Guido & Tracey Smothers)
  - Mahoney cubrió a Smothers after a "Nutcracker Suite".
- Justin Credible derrotó a Jerry Lynn (14:36)
  - Credible cubrió a Lynn después de un Super "That's Incredible".
- Chris Candido derrotó a Lance Storm (11:00)
  - Candido cubrió a Storm después de un "Blonde Bombshell".
- Masato Tanaka derrotó a Mike Awesome (11:49)
  - Tanaka cubrió a Awesome después de un "Swinging DDT".
- Sabu & Rob Van Dam (w/ Bill Alfonzo) derrotaron a Hayabusa & Jinsei Shinzaki reteniendo el Campeonato en Parejas de la ECW (20:51)
  - Sabu cubrió a Shinzaki después de un "Arabian Facebuster" a través de una mesa.
- Taz derrotó a Bam Bam Bigelow en un Falls Count Anywhere Match reteniendo el Campeonato Mundial FTW de la ECW (13:21)
  - Taz forzó a Bigelow a rendirse con la "Tazmission".
- Tommy Dreamer, Spike Dudley & The Sandman derrotaron a The Dudley Boyz (Buh Buh Ray, D-Von and Big Dick) (w/Joel Gertner, Sign Guy Dudley & Jeff Jones) en una Street Fight (14:26)
  - Dreamer cubrió a Buh Buh después de un "Dreamer DDT" sobre una escalera.
  - Después de la lucha Jack Victory ataca a Dreamer con una guitarra y New Jack hace su regreso atacando a Victory.

### 1999
Heat Wave 1999 tuvo lugar el 18 de julio de 1999 desde el Hara Arena en Dayton, Ohio.
- Dark match: Vito LoGrasso derrotó a Simon Diamond
  - LoGrasso cubrió a Diamond.
- Chris Chetti & Nova derrotaron a Danny Doring & Amish Roadkill (w/Miss Congeniality)(7:03)
  - Nova cubrió a Roadkill después de un "Tidal Wave".
- Jazz derrotó a Jason Knight(6:33)
  - Jazz cubrió a Knight después de un "Jazzstinger".
- Super Crazy derrotó a Little Guido (w/Sal E. Graziano)(12:31)
  - Crazy cubrió a Guido después de un "Tigerbomb".
- Balls Mahoney & Spike Dudley derrotaron a The Dudley Boyz (Buh Buh Ray & D-Von) (w/Joel Gertner & Sign Guy Dudley) ganando el Campeonato en Parejas de la ECW(15:41)
  - Mahoney y Spike simultáneamente cubrieron a Buh Buh y D-Von con un "Inside Cradle".
- Tommy Dreamer y Francine derrotaron a Steve Corino en una Handicap Match
  - Francine cubrió a Corino después de un "Dreamer DDT" de Dreamer.
- Taz derrotó a Yoshihiro Tajiri reteniendo el Campeonato Mundial Peso Pesado de la ECW(10:06)
  - Taz ganó por nocaut mientras tenía a Tajiri bajo la "Tazmission", usando alambre de púas.
- Rob Van Dam & Jerry Lynn (w/Bill Alfonso) derrotaron a The Impact Players (Lance Storm & Justin Credible) (w/Dawn Marie)(21:07)
  - Lynn cubrió a Storm después de una "Cradle Piledriver".

### 2000
Heat Wave 2000 tuvo lugar el 16 de julio de 2000 desde el Grand Olympic Auditorium en Los Ángeles, California.
- Sal E. Graziano (w/Tony Mamaluke) derrotó a Balls Mahoney (1:39)
  - Graziano cubrió a Mahoney después de un "Belly to Belly Suplex".
- Kid Kash, Danny Doring & Amish Roadkill derrotaron a Simon Diamond, C.W. Anderson & Johnny Swinger (11:03)
  - Kash cubrió a Swinger después de un "Money Maker".
- Jerry Lynn derrotó a Steve Corino (w/Jack Victory) (15:25)
  - Lynn cubrió a Corino después de una "Cradle Piledriver".
- Chris Chetti & Super Nova derrotaron a Da Baldies (Tony DeVito & Angel) (4:39)
  - Nova cubrió a Angel después de un "Tidal Wave".
- Yoshihiro Tajiri derrotó a Mikey Whipwreck, Little Guido y Psicosis en una Four-Way Dance (9:17)
  - Guido cubrió a Whipwreck con un "Bridging German Suplex". (1:36)
  - Tajiri cubrió a Psicosis después de un "Dragon Suplex". (4:28)
  - Tajiri cubrió a Guido después de un "Brainbuster" en una silla. (9:17)
- Rhino derrotó a The Sandman reteniendo el Campeonato Mundial de la Televisión (8:39)
  - Rhino cubrió a Sandman después de una "Rhino Driver" sobre una reja metálica.
- Rob Van Dam (w/Bill Alfonso) derrotó a Scotty Anton (19:02)
  - Van Dam cubrió a Anton después de una "Van Terminator".
- Justin Credible (w/Francine) derrotó a Tommy Dreamer (w/Jazz & George) en un Stairway to Hell Match reteniendo el Campeonato Mundial Peso Pesado de la ECW (14:58)
  - Credible cubrió a Dreamer después de un "That's Incredible!" sobre alambre de púas.